# Holbrook (Massachusetts)
Holbrook ist eine Stadt im Norfolk County, Massachusetts, Vereinigte Staaten. Im Jahr 2023 betrug die Einwohnerzahl der Stadt 12.284.
Holbrook wurde 1710 erstmals von britischen Kolonisten als südlicher Teil von Braintree besiedelt und am 29. Februar 1872 offiziell selbständig. Vorher wurde das Gebiet von Indianerstämmen besiedelt. Holbrook war die letzte Stadt, die aus den ehemaligen Ländereien von Braintree entstand. Früher war Holbrook auch als East Randolph bekannt. Holbrook wurde durch Gleise der Old Colony Railroad von Randolph getrennt.
Die Stadt wurde 1782 selbständig und nach Elisha N. Holbrook benannt, einem reichen Schuhhersteller, welcher der Stadt die finanziellen Mittel für den Bau des Rathauses und der Bibliothek zur Verfügung stellte.